# Andreas Achenbach

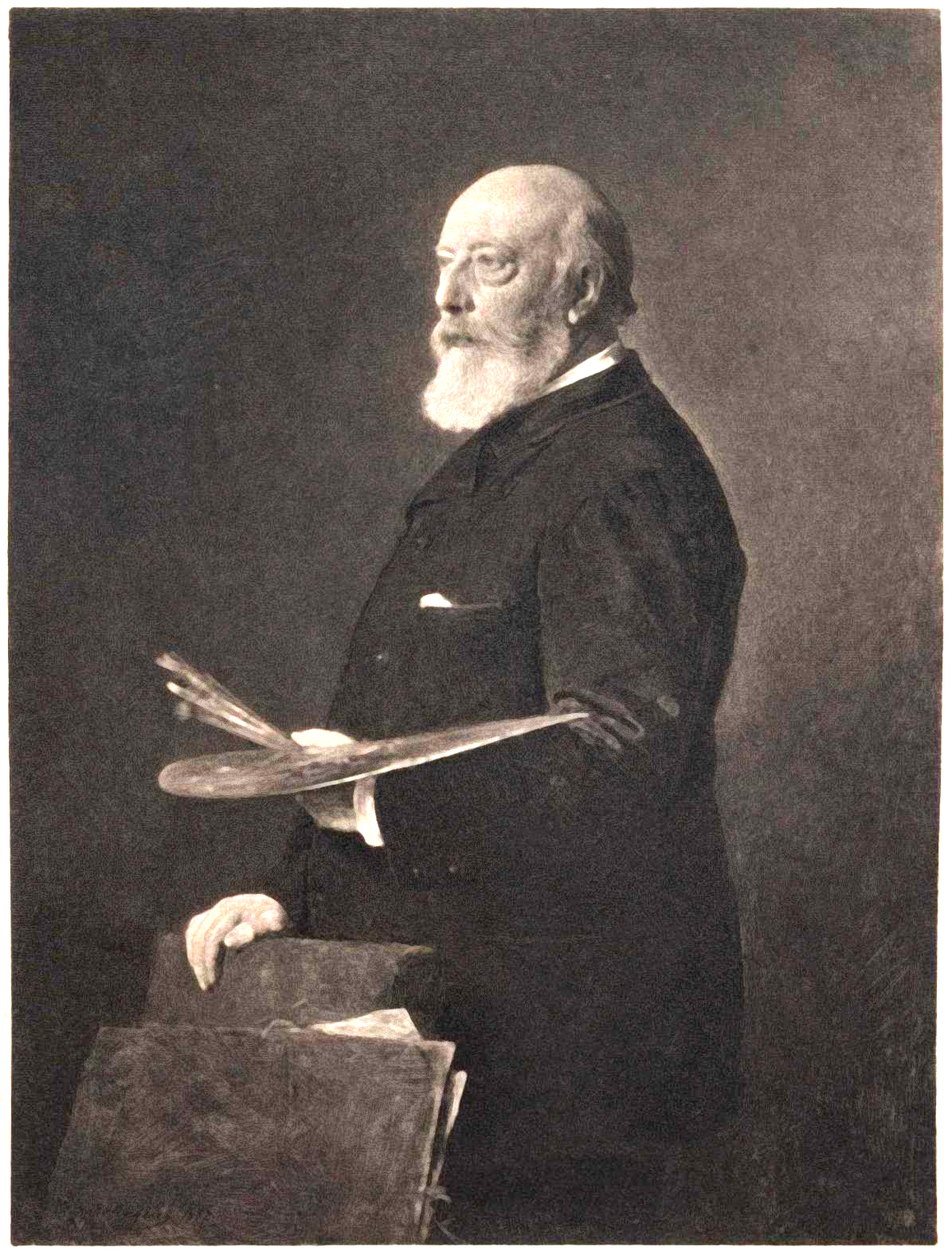
Ehrengemälde des Malers Professor Andreas Achenbach anlässlich seines 70. Geburtstages, von Heinrich von Angeli

Andreas Achenbach (* 29. September 1815 in Kassel; † 1. April 1910 in Düsseldorf) war ein deutscher Landschaftsmaler der Romantik. Er gilt als eine führende Künstlerpersönlichkeit der Düsseldorfer Malerschule, deren internationaler Ruf zu entscheidenden Anteilen durch das Œuvre Achenbachs begründet wurde.
Thema seiner Landschaftsmalereien waren vor allem Seestücke und Hafenansichten. Sein Bruder Oswald Achenbach dagegen konzentrierte sich auf die Darstellung der Landschaft Italiens. Die beiden Brüder wurden deshalb auch scherzhaft und bewundernd als das „A und O der Landschaftsmalerei“ bezeichnet.

## Leben

### Familie

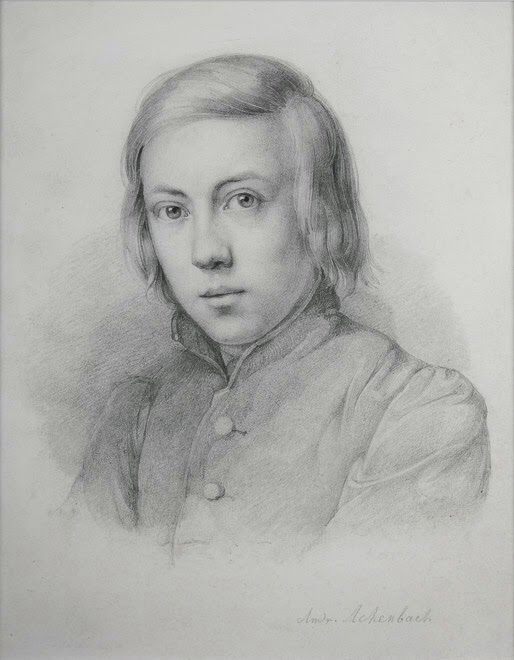
Jugendliches Selbstporträt

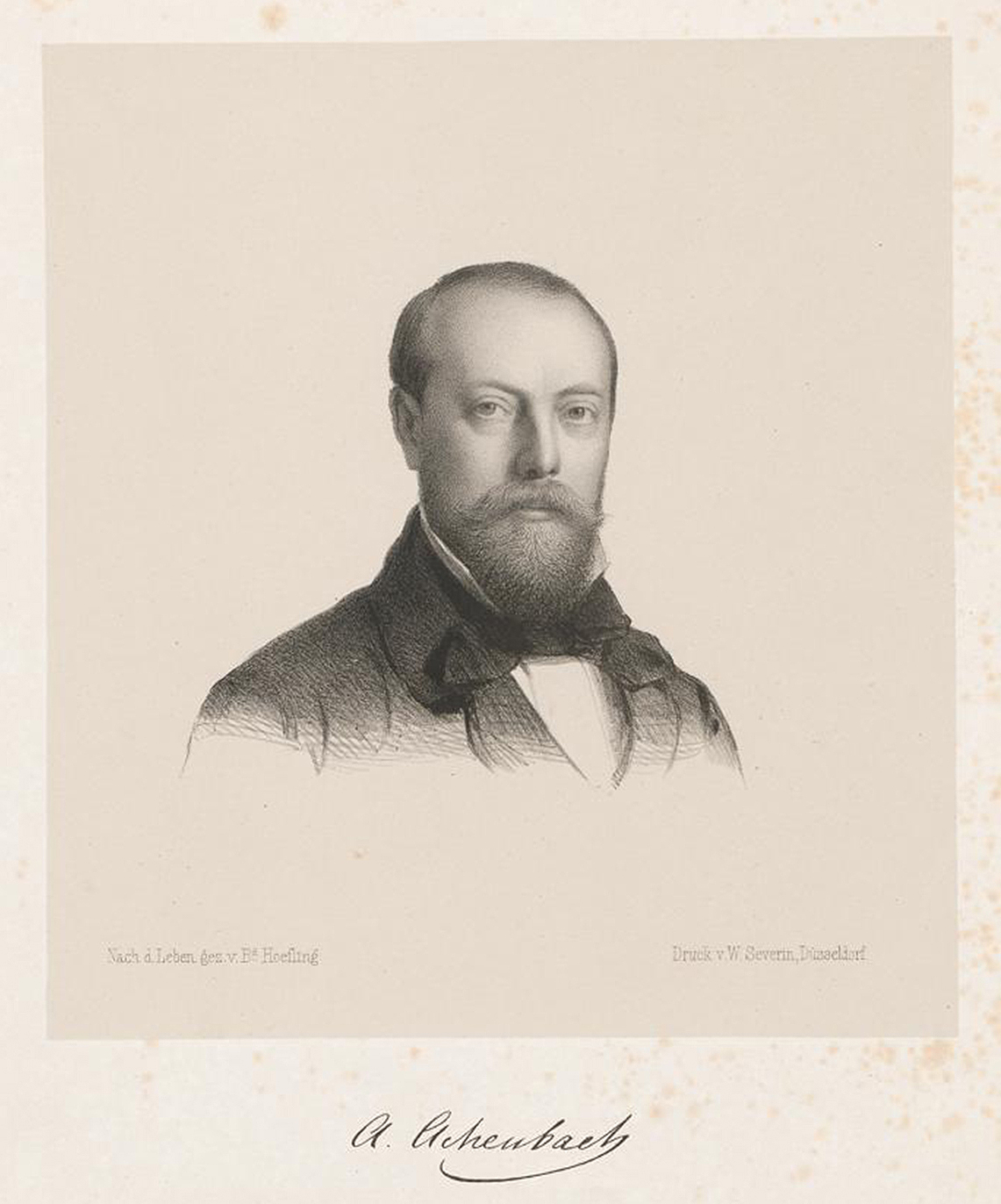
Andreas Achenbach, 1853, Porträt in dem Buch Bildnisse Düsseldorfer Künstler von Bernhard Höfling

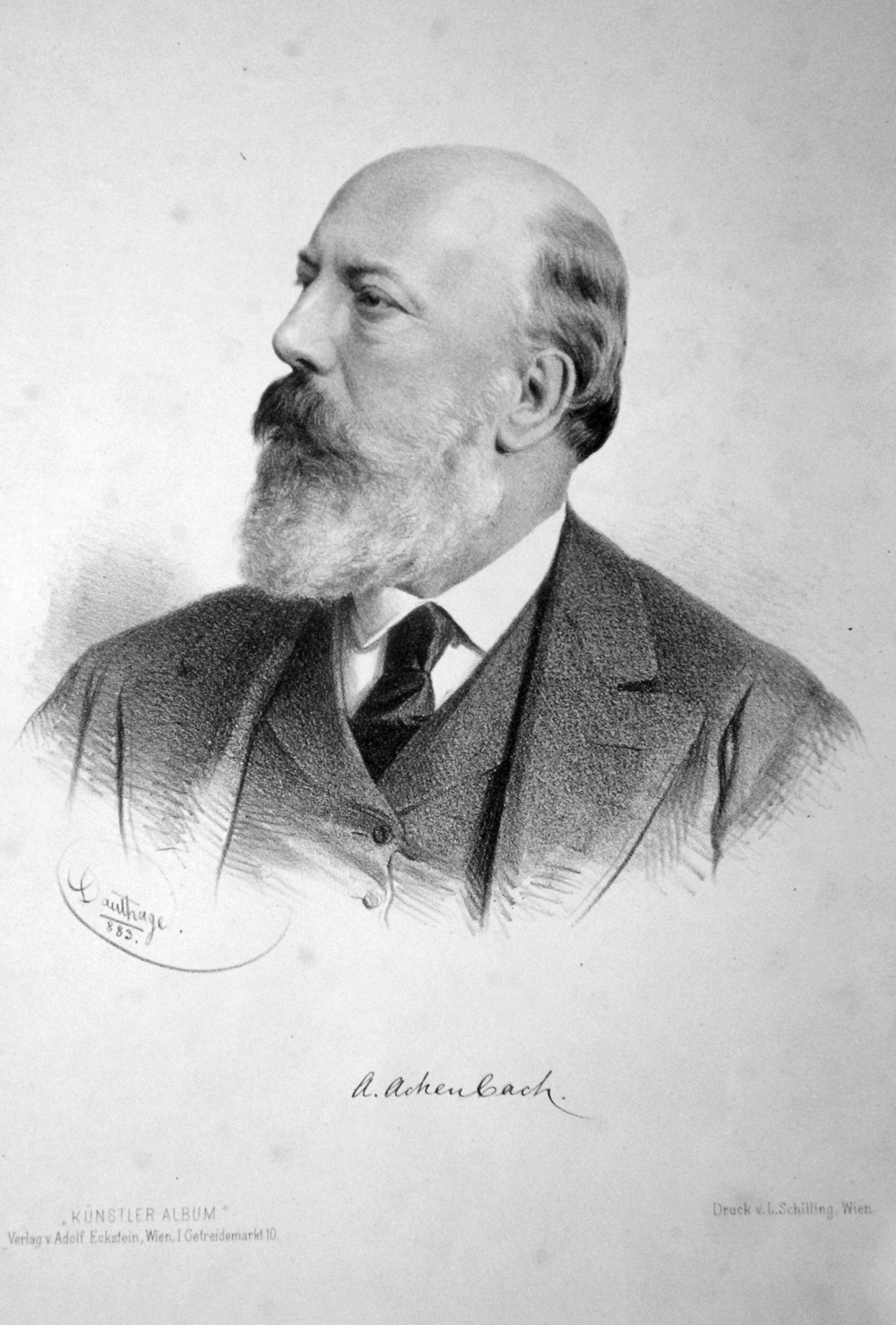
Andreas Achenbach, Lithografie von Adolf Dauthage, 1883

Andreas wurde als Sohn des Kaufmanns Hermann Achenbach (* 1793; † 1849 in Düsseldorf) und dessen Ehefrau Christine, geborene Zilch (1797–1868), in Kassel geboren. Außer dem Kunstsinn des Großvaters mütterlicherseits, des Kasseler Tabakfabrikanten Andreas Zilch, ließ wenig darauf schließen, dass aus dieser Familie zwei für das 19. Jahrhundert wichtige Maler hervorgehen würden. Achenbachs Vater war in einer Reihe unterschiedlicher Berufe tätig. 1816 übernahm er die Leitung einer Bleizuckerfabrik in Mannheim. Von dort zog die Familie im Jahr 1818 nach Sankt Petersburg, wo der Vater mit dem Vermögen, das die Mutter in die Ehe eingebracht hatte, eine eigene Fabrik aufbauen wollte und wo Andreas Achenbach in einer Mädchenschule ersten Unterricht im Zeichnen erhielt. Da der Vater mit seinem Vorhaben scheiterte, ging es 1823 zurück in die Rheinprovinz, und zwar nach Elberfeld, wo Familienangehörige des Vaters lebten. In Düsseldorf betätigte sich der Vater bald als Bier- und Essigbrauer und besaß einen Gasthof in der Jägerhofstraße 34, der spätere „schwarze Wallfisch“, wo Künstlerpersönlichkeiten der Stadt verkehrten. Die Familie wohnte um 1842 am Lambertus-Kirchplatz (heute Stiftsplatz), und nachdem das Eckhaus aufgestockt und der Eingang zur Altestadt Nr. 1 ausgerichtet worden war, wurde laut Heinrich Ferber die zweite Etage bezogen. Später befand sich in diesem Haus die Weinwirtschaft Zum Rosenkränzchen, die dem Haus fortan ihren Namen gab. Hermann Achenbach überließ die Wohnung um 1846 seinem Sohn Andreas und zog in die Kaiserstraße, wo er sich als Buchhalter betätigte. Andreas Achenbachs jüngerer Bruder Hermann betätigte sich als Schriftsteller, wanderte 1833 in die Vereinigten Staaten aus, wo er sich 1850 in St. Louis niederließ und mit Spielzeug und mit Bildern seiner Brüder handelte.
Am 12. August 1848 heiratete Andreas Achenbach Marie Louise Hubertine Catharine (1827–1889) genannt Luise, eine geborene Lichtschlag. Das Paar hatte fünf Kinder: Emma Christina (* 1849), Maximilian Franz (1851–1898), Lucia Karoline Hubertina (* 1852), Helena Franziska (* 1854) und Gregor (1855–1897). Der Sohn Maximilian Achenbach wurde erst Architekt, dann Opernsänger und bekannt unter dem Namen Max Alvary.

### Kunstausbildung

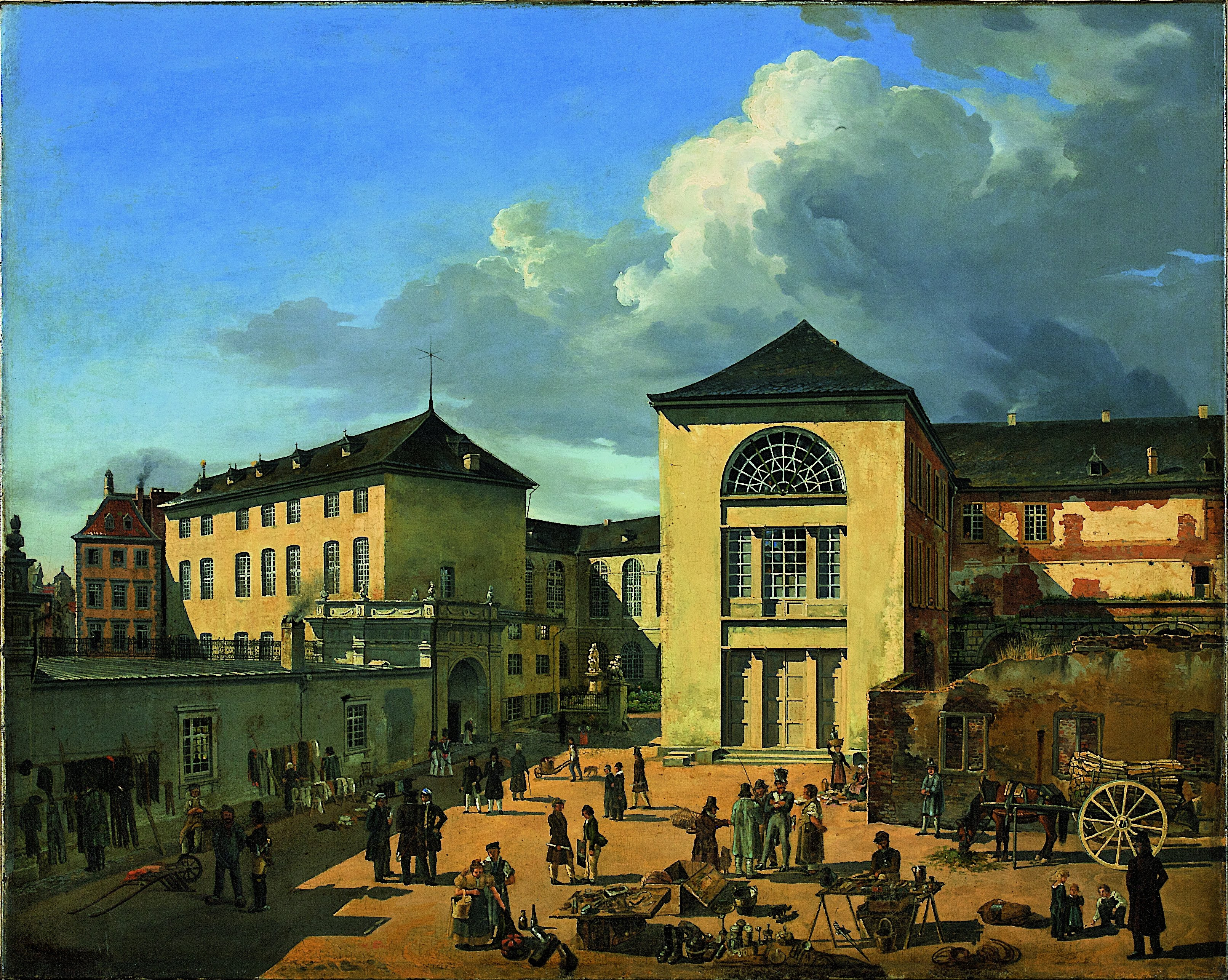
„Die alte Akademie in Düsseldorf“, 1831, Kunstmuseum Düsseldorf

Andreas Achenbach, dem der Sankt Petersburger Zeichenlehrer als Sechsjährigem bescheinigt haben soll, dass er bereits alles könne, erhielt außerdem Zeichenunterricht bei der Düsseldorfer Malerin Catharina Severin und begann seine akademische Kunstausbildung angeblich schon im Jahr 1827, also mit zwölf Jahren, an der Kunstakademie Düsseldorf bei Wilhelm Schadow, Heinrich Christoph Kolbe und Carl Friedrich Schäffer. Auf einer Ausstellung des Kunstvereins für die Rheinlande und Westfalen, den Schadow mitbegründet hatte, erzielte der erst vierzehnjährige Achenbach seinen ersten größeren Erfolg, als er nicht nur zu den ausstellenden Malern gehörte, sondern auch eines seiner Gemälde, Die alte Akademie in Düsseldorf, verkauft wurde. In diesem Bild wählte Achenbach den Ausblick von einem Fenster der Wohnung seiner Eltern im Haus Burgplatz 152. Die Wahl dieses nüchternen Sujets unterstreicht die Eigenständigkeit des Künstlers, denn die Schilderung der „Wirklichkeit“ galt in der Akademie, die unter der Führung von Schadow von idealistischen Konzepten beherrscht war, als eher zu banal und insoweit als unkünstlerisch. Es spricht daher für eine bereits früh gefestigte Künstlerpersönlichkeit Achenbachs, dass er ein „bildunwürdiges“ Thema zum Gegenstand eines Gemäldes machte. Erst ab dem Wintersemester 1830/1831 wurde Achenbach offiziell in den Schülerlisten der Düsseldorfer Akademie geführt. In der dortigen Landschafterklasse von Johann Wilhelm Schirmer, die er in den Jahren 1832 bis 1836 besuchte, wurde sein Talent als „sehr bedeutend“ eingeschätzt, sein Betragen aber getadelt.
1832 und 1833 unternahm er mit seinem Vater eine ausgedehnte Studienreise unter anderem nach Rotterdam, Scheveningen, Amsterdam und Riga. Die Reise bot ihm die Gelegenheit, sich intensiver mit der holländischen und flämischen Landschaftsmalerei auseinanderzusetzen. Prägend für ihn waren vor allem die Gemälde von Jacob Isaacksz. van Ruisdael und Allart van Everdingen. Vom Zeitpunkt dieser Reise an dominierten vor allem Seestücke sein Werk, bei denen er sich künstlerisch mit dem Erlebnis des Meeres und der Küste auseinandersetzte. Er verarbeitete dabei offenbar auch Familienerzählungen über die gefährliche Seereise des Jahres 1818 nach Sankt Petersburg. Mit dem Bild Große Marine mit Leuchtturm gelang ihm 1836 auf der Allgemeinen deutschen Kunstausstellung in Köln der künstlerische Durchbruch, als kein Geringerer als der preußische Statthalter in der Rheinprovinz, Friedrich von Preußen, dieses Gemälde ankaufte.
Mitte der 1830er Jahre gehörte Achenbach zu den Düsseldorfer Akademiestudenten, die nach Frankfurt am Main und München umzogen. Anlass zu dem Weggang von der Kunstakademie Düsseldorf waren die dort zunehmenden Auseinandersetzungen über die künstlerische Ausbildung. Von München aus, wo er Bekanntschaft mit Louis Gurlitt pflegte, brach er 1836 zu einer Reise nach Bayern und Tirol auf. Bald danach war er in Frankfurt anzutreffen. Auf Vermittlung seines Freundes Alfred Rethel erhielt er dort ein Atelier am Städelsche Kunstinstitut.

### Reisen

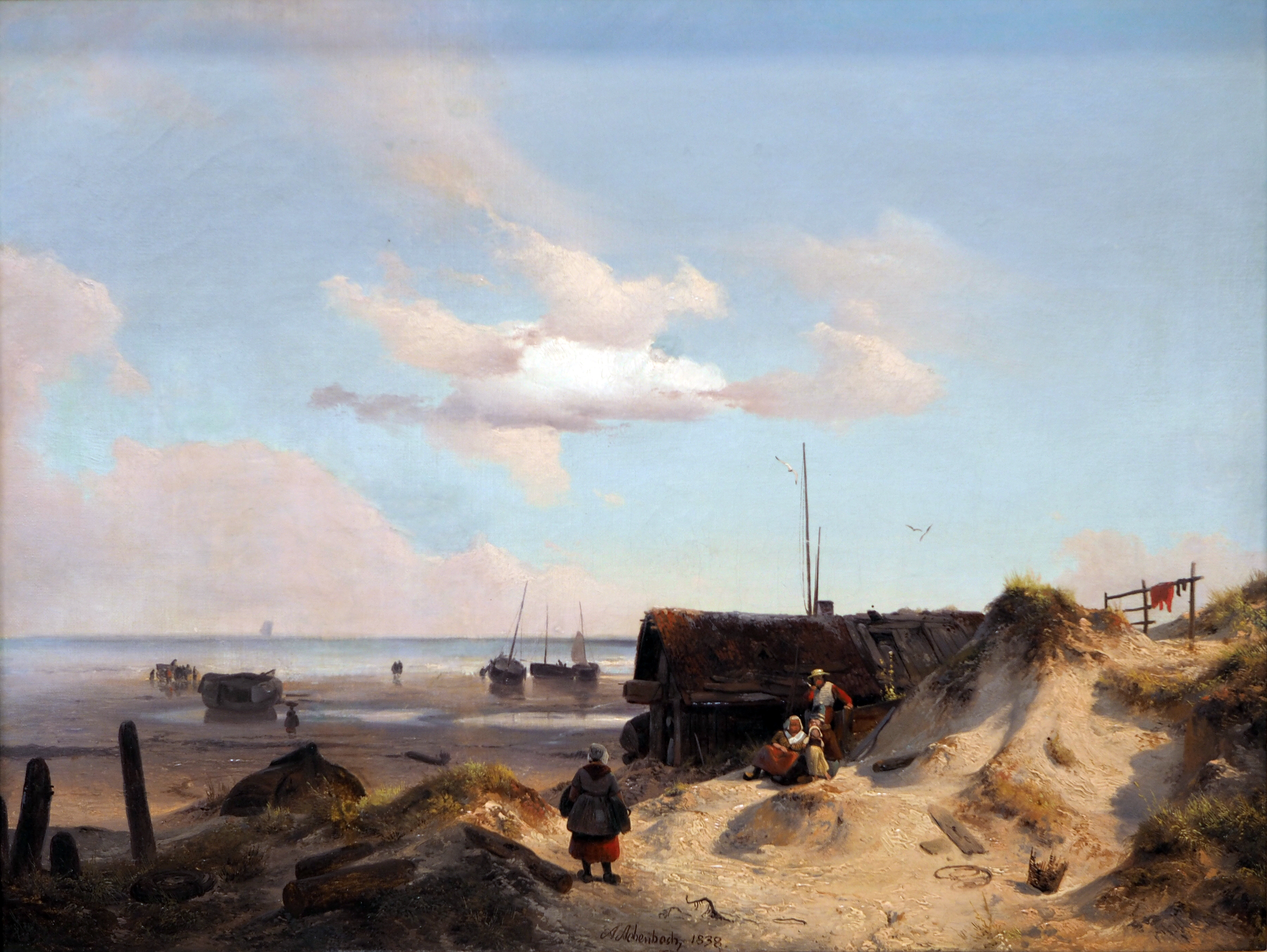
Fischerkate in den Dünen, 1838

Ähnlich wie sein Bruder Oswald hat auch Andreas Achenbach während seines Lebens zahlreiche Studienreisen unternommen, die er vor allem zu Naturstudien nutzte. 1835 unternahm er eine größere Reise nach Dänemark, Norwegen und Schweden. Nach Norwegen kehrte er 1839 erneut zurück. Zu seinen Reisezielen gehörten 1836 allerdings auch die Bayerischen Alpen und Tirol. Von 1843 bis 1845 hielt er sich in Italien auf, vor allem in der Campagna sowie auf Capri. In späteren Jahren war er Stammgast im Seebad Ostende. 1846 kehrte er nach Düsseldorf zurück, wohnte auf dem Flinger Steinweg und war dort ab 1847 Mitglied zahlreicher Vereine, die zum künstlerischen Leben der Stadt gehörten, darunter dem Künstlerverein Malkasten. So heißt es 1856 in einer Düsseldorfer Zeitschrift:

„Beide Brüder Achenbach sind […] vornehmlich das belebende Prinzip der Gesellschaft [des Malkastens]; sie sind lebensfroh, witzig und […] erfreuen sich einer beneidenswerten Unabhängigkeit.“

### Malerfürst

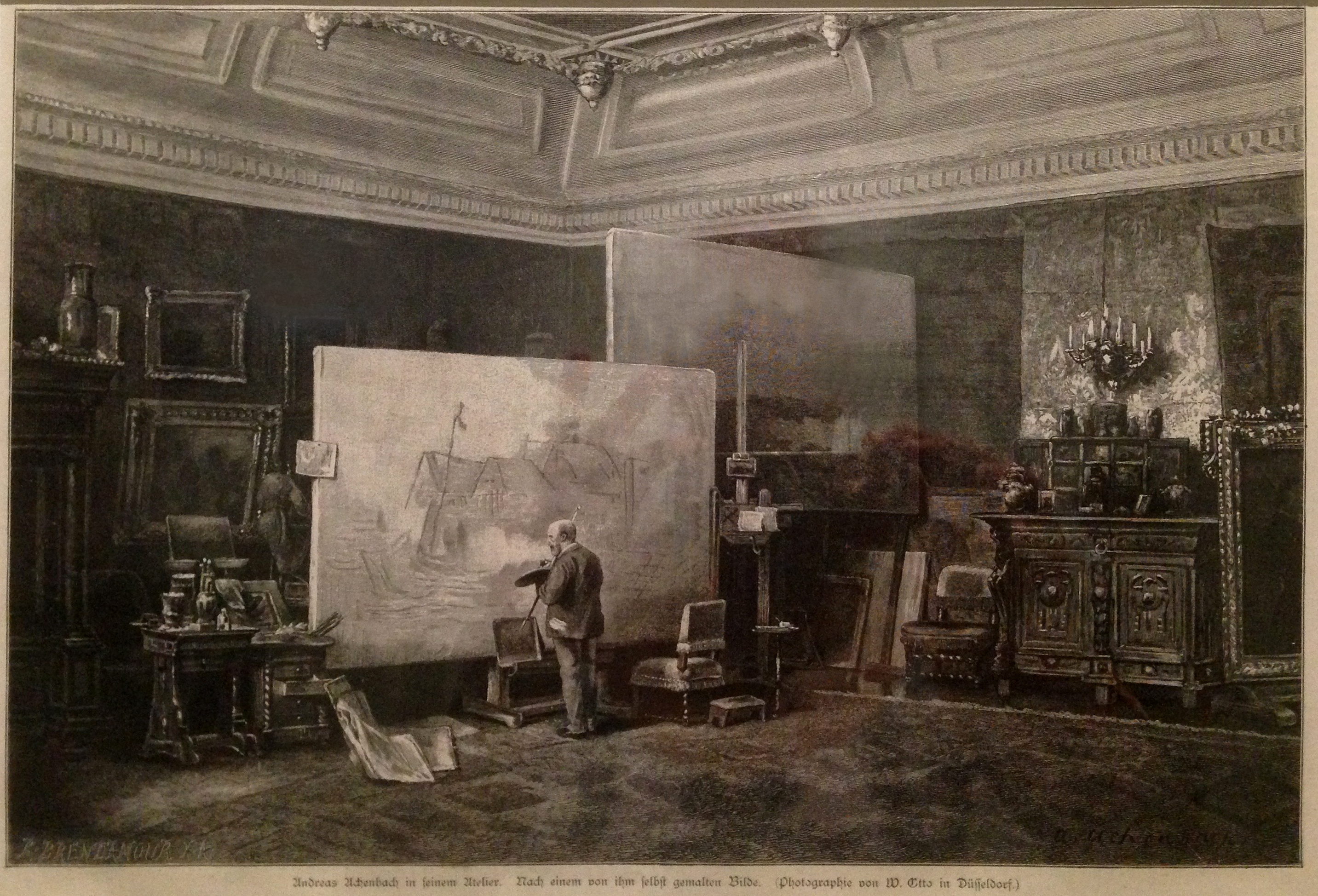
Andreas Achenbach in seinem Atelier, zeitgenössische Zeitungsillustration, 1885

Achenbach umgab sich mit den Spitzen der städtischen Gesellschaft aus Politik, Wirtschaft und Kultur und residierte fürstlich. Wohnung und Atelier im Haus Schadowstraße 54 unterschieden sich kaum von großbürgerlichen Salons oder den Stadtpalais der Adligen. Achenbach zählte 1848 zu den Begründern des Künstlervereins Malkasten und sorgte gemeinsam mit anderen wohlhabenden Gönnern unter Einsatz erheblicher eigener Mittel für den Ankauf des ehemaligen Landgutes der Familie Jacobi in Pempelfort und dessen Ausbau als dauerhaften Vereinsmittelpunkt. 1877 übernahm er eine wichtige Rolle für die Herstellung von Kulissen für das Kaiserfest des Künstlervereins Malkasten. Nach seinem Tod am 1. April 1910 wurde er im Malkasten-Haus aufgebahrt, wo mehrere Tage lang Gelegenheit bestand, von ihm Abschied zu nehmen. Die Düsseldorfer taten es in überwältigendem Maße. Als sich der Leichenzug vom „Malkasten“ zum Nordfriedhof in Bewegung setzte, erlebte Düsseldorf ein Begräbnis wie das Staatsbegräbnis eines Fürsten.

## Der Einfluss Achenbachs als Lehrer
Achenbach war ein Meister der Technik und ein historisch bedeutender Reformer. Aufgrund seiner intensiven Maltätigkeit hat er während seines Lebens nur wenig Schüler ausgebildet. Zu diesen zählen sein zwölf Jahre jüngerer Bruder Oswald Achenbach, Albert Flamm, Marcus Larson, Apollinari Hilarjewitsch Horawski, William Stanley Haseltine und William Trost Richards. Umstritten ist, wie intensiv er die Kunst seines jüngeren Bruders prägte. Belegt ist lediglich, dass er in den 1840er Jahren diesem in Briefen Empfehlungen über Bildkomposition und Maltechniken gab und ihn damit indirekt mit der Kunstauffassung Schirmers vertraut machte. Engere Lehrer-Schüler-Verhältnisse lehnte er ab.

## Ehrungen, Auszeichnungen

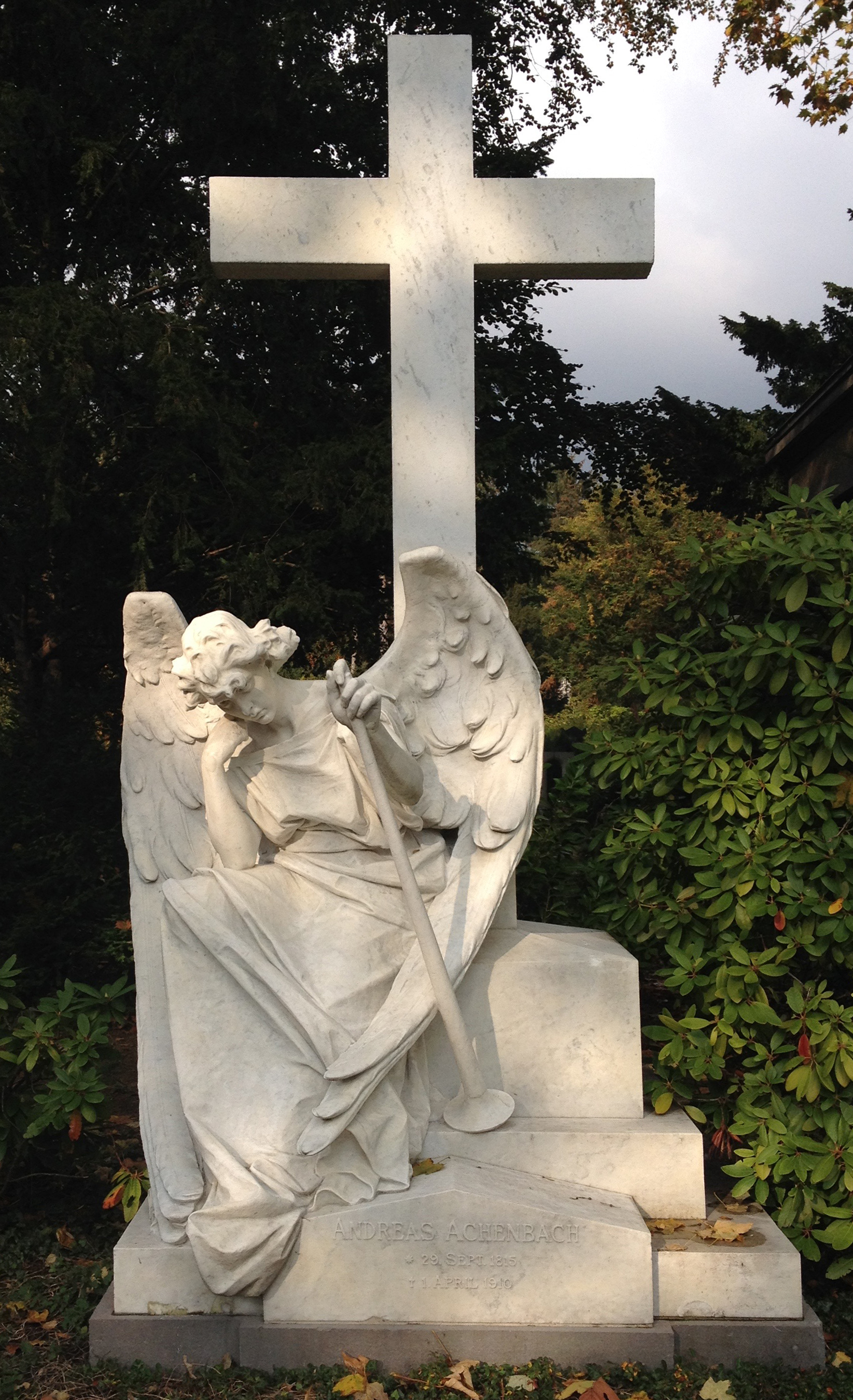
Ehrengrab Andreas Achenbachs mit Trauerndem Engel von Karl Janssen, Nordfriedhof Düsseldorf

1848 erhielt Achenbach den belgischen Leopoldsorden, 1861 den russischen Sankt-Stanislaus-Orden, 1878 das Kommandeurkreuz II. Klasse des königlich-norwegischen Sankt-Olav-Ordens. Am 24. Januar 1881 wurde er in den preußischen Orden Pour le Merite für Wissenschaft und Künste aufgenommen. 1885 wurde er Ehrendoktor der Philosophischen Fakultät der Rheinischen Friedrich-Wilhelms-Universität Bonn und Ehrenbürger von Düsseldorf, auf dessen Nordfriedhof er ein Ehrengrab erhielt, gestaltet von dem Bildhauer Karl Janssen.
1853 nahm ihn die Pennsylvania Academy of the Fine Arts als Ehrenmitglied auf, 1862 die Accademia di Belle Arti di Brera in Mailand. Er gehörte außerdem zur bevorzugten Auswahl zeitgenössischer Künstler, die das „Komité zur Beschaffung und Bewertung von Stollwerckbildern“ dem Kölner Schokoladenproduzent Ludwig Stollwerck zur Beauftragung für Entwürfe vorschlug.
Kurz nach seinem Tod, um 1912/1913, wurde in Düsseldorf die Achenbachstraße, vormals ein Teil der Ahnfeldstraße, ab Kreuzung Rethelstraße bis zur Grafenberger Allee, nach ihm benannt. In Essen-Holsterhausen ist der Achenbachweg nach dem Maler benannt, in Frankfurt am Main die Achenbachstraße, in Kassel die Achenbachstraße.

## Ausstellungen
- 2016: Andreas Achenbach. Revolutionär und Malerfürst. Museum für Kunst und Technik des 19. Jahrhunderts, Baden-Baden. Katalog.
- 2017: Andreas Achenbach. Revolutionär und Malerfürst. Museum Kunstpalast, Düsseldorf. Katalog.
- 2018: Faszination Norwegen. Landschaftsmalerei von der Romantik bis zur Moderne. Museum Kunst der Westküste, Alkersum Föhr und Augustinermuseum[20]

## Werkauswahl

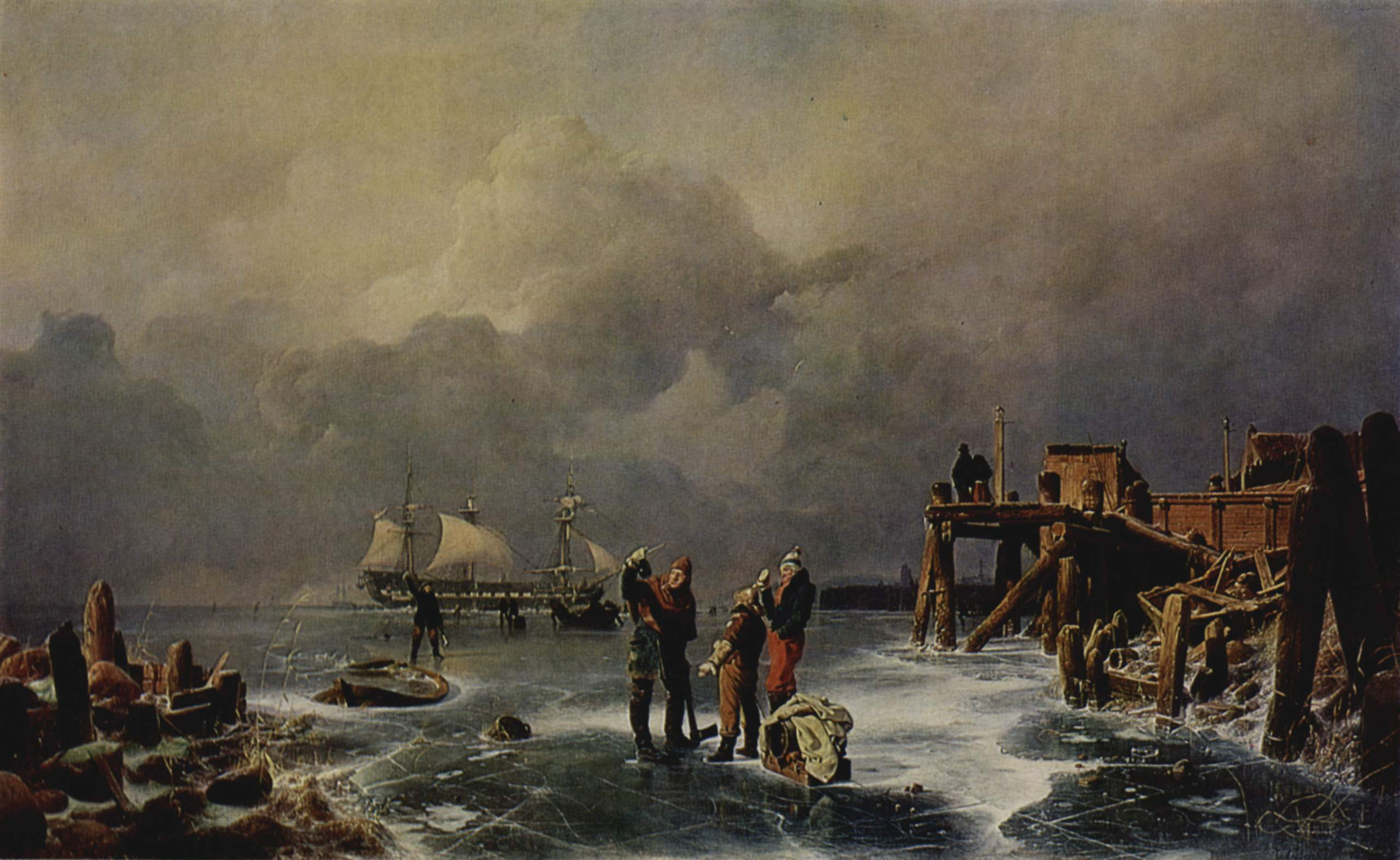
Ufer des zugefrorenen Meeres, 1839, Öl auf Leinwand, Eremitage, Sankt Petersburg

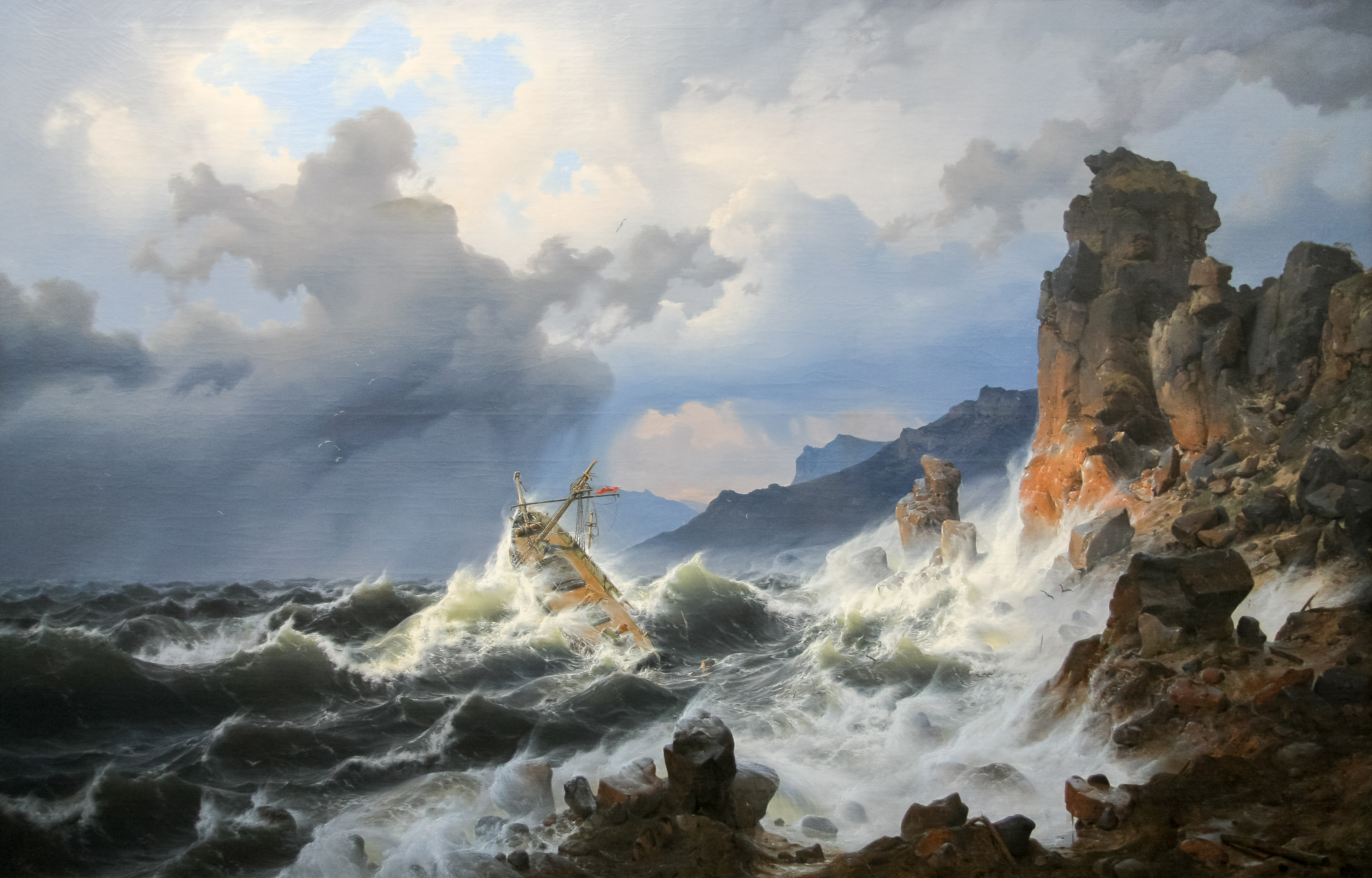
Ein Seesturm an der norwegischen Küste, 1837, Öl auf Leinwand, Städel Museum, Frankfurt am Main

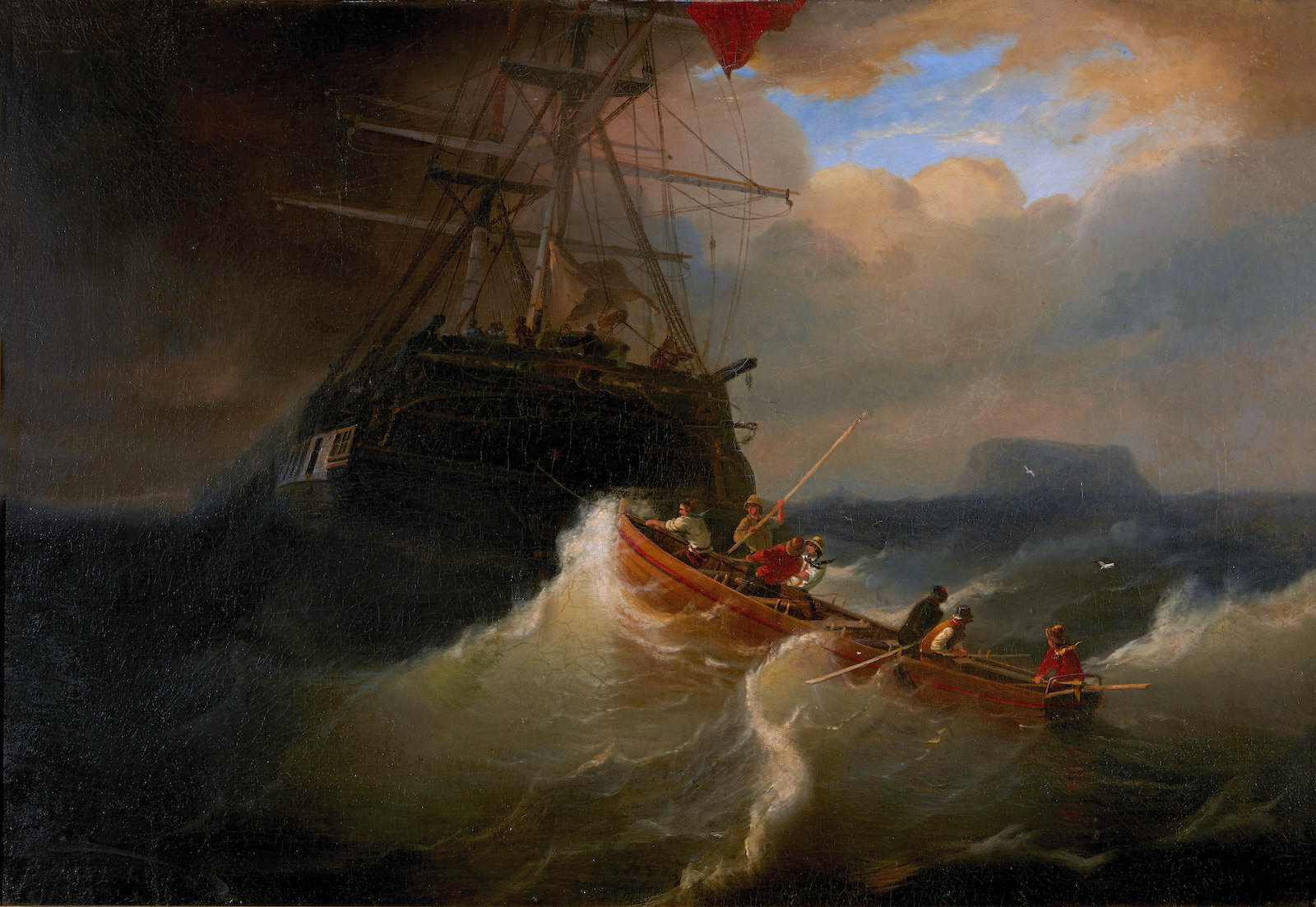
Einholen des Beibootes, 1842

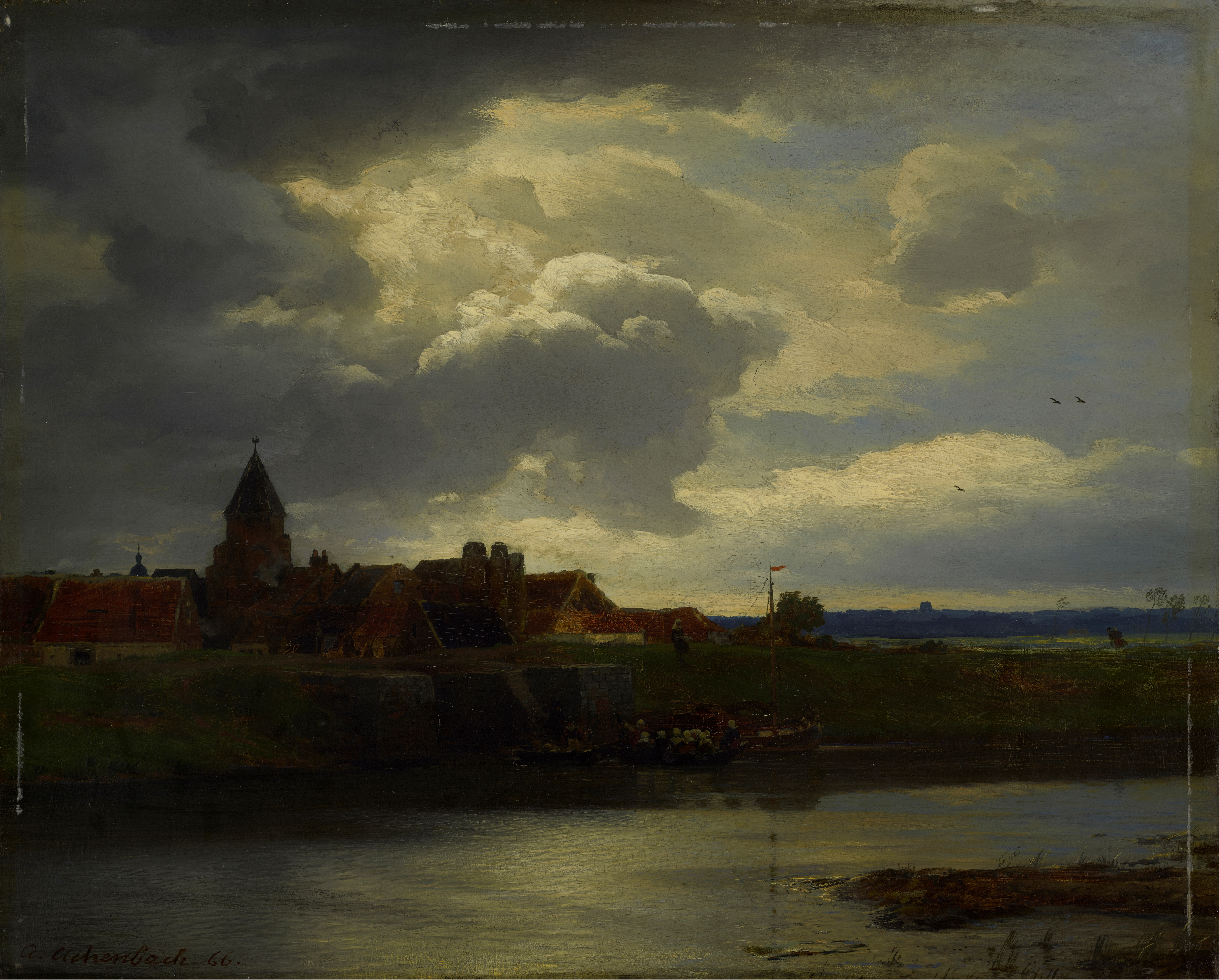
Landschaft mit Fluss, 1866, Öl auf Leinwand, Eremitage, St. Petersburg

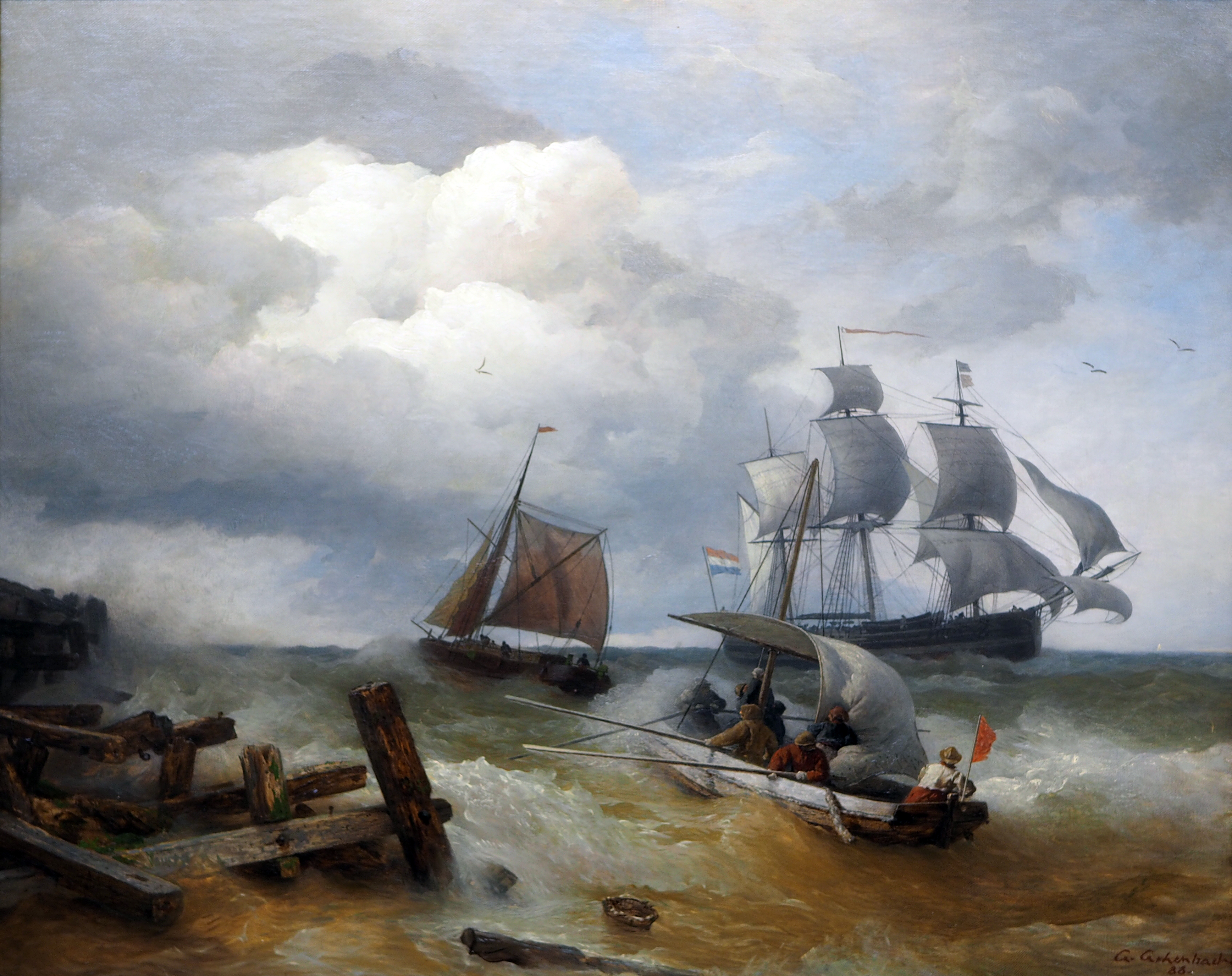
Boote auf stürmischer See, 1888

- 1831: Die alte Akademie in Düsseldorf, Düsseldorf, Kunstmuseum Düsseldorf
- 1833: Der 24. Mai, Achenbachs frühester graphischer Versuch, in: Tagebuch meiner Reise nach den Nordamerikanischen Freistaaten oder: Das neue Kanaa, Hermann Achenbach (Eigenverlag), Düsseldorf 1835.
- 1834: Vater Hermann Achenbach, erstmals vorgestellt 2006, Privatbesitz
- 1834: Mutter Christine Achenbach geb. Zilch, erstmals vorgestellt 2006, Privatbesitz
- 1835: Hardanger-Fjord, Düsseldorfer Galerie
- 1836: Trollhätte-Fälle, Greifswald, Pommersches Landesmuseum
- 1836: Große Marine mit Leuchtturm
- 1836: Seesturm, München, Neue Pinakothek
- 1837: Ein Seesturm an der norwegischen Küste,  Städelsches Kunstinstitut, Frankfurt am Main
- 1837: Ebbe, Niedersächsisches Landesmuseum Hannover
- 1838: Norwegische Landschaft, Karlsruhe, Staatliche Kunsthalle
- 1838: Untergang des Dampfschiffes „Der Präsident“, Privatbesitz, als Leihgabe im Museum Kunstpalast Düsseldorf
- 1839: Landschaft mit der Kirche von Schwarzrheindorf, Dortmund, Museum für Kunst und Kulturgeschichte
- 1850: Die Einfahrt zum Hafen von Hellevoetsluys, Hamburger Kunsthalle
- 1852: Am Meeresstrand, Freiburg im Breisgau, Augustinermuseum
- 1857: Alte Sägemühle am Wildbach, Kassel, Neue Galerie,
- 1863: Westfälische Landschaft, Greifswald, Pommersches Landesmuseum
- 1865: Niederländische Landschaft, Stuttgart, Staatsgalerie Stuttgart
- 1866: Holländischer Hafen, Neue Nationalgalerie Berlin
- 1866: Gebirgslandschaft, Köln, Wallraf-Richartz-Museum
- 1866: Im Hafen von Ostende, Berlin, Nationalgalerie
- 1866: Die Erftmühle, Düsseldorf, Kunstmuseum Düsseldorf
- 1869: Westfälische Wassermühle, Leipzig, Museum der bildenden Künste
- 1878: Das alte Kohlentor in Düsseldorf, Vermächtnis des Malers Hermann Krüger in 1908 an die Städtische Gemäldesammlung[21]
- 1887: Leuchtturm bei Ostende
- 1896: Lotsenwechsel, Bremerhaven, Deutsches Schiffahrtsmuseum
- 1896: Fischkutter, Nordfriesisches Museum. Nissenhaus Husum

### Illustrationen
Digitalisierte Ausgaben der Universitäts- und Landesbibliothek Düsseldorf
- In: Aquarelle Düsseldorfer Künstler: den kunstsinnigen Damen gewidmet. Arnz, Düsseldorf 1861. Digitalisierte Ausgabe
- In: Düsseldorfer Lieder-Album: 6 Lieder mit Pianofortebegleitung. Arnz, Düsseldorf 1851. Digitalisierte Ausgabe
- In: Esaias Tegnér: Frithiofsage. Uebersetzt von Julius Minding. Cornelius, Berlin (u. a.) 1842. Digitalisierte Ausgabe
- In: Bernhard Endrulat: Ein Kaiserfest im "Malkasten" zu Düsseldorf: und 11 in Holzschnitt ausgeführten Originalzeichnungen. Voß, Düsseldorf 1878. Digitalisierte Ausgabe
- In: Robert Reinick: Lieder eines Malers mit Randzeichnungen seiner Freunde. zwischen 1836 und 1852.
  - Lieder eines Malers mit Randzeichnungen seiner Freunde. Schulgen-Bettendorff, Düsseldorf 1836, Probedruck. Digitalisierte Ausgabe
  - Lieder eines Malers mit Randzeichnungen seiner Freunde. Schulgen-Bettendorff, Düsseldorf 1838, farbige Mappen-Ausgabe. Digitalisierte Ausgabe
  - Lieder eines Malers mit Randzeichnungen seiner Freunde. Schulgen-Bettendorff, Düsseldorf 1838. Digitalisierte Ausgabe
  - Lieder eines Malers mit Randzeichnungen seiner Freunde. Buddeus, Düsseldorf zwischen 1839 und 1846. Digitalisierte Ausgabe
  - Lieder eines Malers mit Randzeichnungen seiner Freunde. Vogel, Leipzig ca. 1852. Digitalisierte Ausgabe
- In: Ludwig Bund (Hrsg.): Lieder der Heimath: Eine Sammlung der vorzüglichsten Dichtungen im Bilderschmucke deutscher Kunst. Breidenbach, Düsseldorf 1868. Digitalisierte Ausgabe
- In: K. Stieler, H. Wachenhusen, F. W. Hackländer: Rheinfahrt: Von den Quellen des Rheins bis zum Meere. Kröner, Stuttgart 1875. Digitalisierte Ausgabe
- In: Sammlung von Original-Radirungen Düsseldorfer Künstler. Schulgen, Düsseldorf 1850. Digitalisierte Ausgabe
- Hermann Achenbach: Tagebuch meiner Reise nach den Nordamerikanischen Freistaaten oder: Das neue Kanaan. Beyer, Düsseldorf 1835, 2 Bände Digitalisierte Ausgabe
- In: Weihnachts-Album. Arnz, Düsseldorf 1853. Digitalisierte Ausgabe
- Zwölf Original-Radirungen. Schwan & Steifensand, Düsseldorf 1885. Digitalisierte Ausgabe
- Der Ewlenspiegel und die drey Blinden Digitalisierte Ausgabe
- Die Narren des Grafen von der Lipp, oder der überwundene Trommelschläger. Digitalisierte Ausgabe
- Reneaudin, Bollinger et Comp. 1857. Digitalisierte Ausgabe
- Zum 80. Geburtstag unseres Ehrenmitgliedes des herrn Professor Doctor Andreas Achenbach am 29. September 1895 im Malkasten zu Düsseldorf: 1815–1895. Bagel, Düsseldorf 1895 (Digitalisierte Ausgabe)
- Ein Herberg in der Mühl. Komische Oper in 2 Acten nach einem Gedicht aus dem 16ten Jahrhundert; Theateraufführung im Malkasten Januar 1856. Düsseldorf 1856 (Digitalisat)
- Der Ewlenspiegel und die drey Blinden. Sehr herrliche schöne Tragedi, Commedi vnd schimppff Spil, geistlich und weltlich, vil schöner alter warhafftiger histori, auch kurztweiliger geschicht auff das deutlichst an Tag geben ...; Theateraufführung im Malkasten, 7. März 1857 in Düsseldorf. (Digitalisat)